# Empis pseudorufiventris
Empis pseudorufiventris är en tvåvingeart som först beskrevs av Joseph Charles Bequaert 1962.  Empis pseudorufiventris ingår i släktet Empis och familjen dansflugor. Inga underarter finns listade i Catalogue of Life.